# Hallstätter See
De Hallstätter See is een meer in het Oostenrijkse Salzkammergut, in Opper-Oostenrijk. Het heeft een diepte van maximaal 125 meter en een oppervlakte van 8,55 km². 
De Traun vloeit in de Hallstätter See. Aan de westoever ligt het historische dorp Hallstatt, dat door toedoen van zijn archeologisch verleden toeristisch van aanzienlijk belang is. Het meer wordt in het oosten door de Sarstein en in het zuiden door de Hoher Dachstein omringd. De toevloeiing van Traunwater in het noorden wordt gereguleerd door de oudste nog functionerende sluis van het Salzkammergut, de Seeklause in Steeg.
De Hallstätter See bevat verscheidene vissoorten, waarvan vooral de houting gevangen en gegeten wordt. Echter ook baarzen, beekforellen en snoeken komen erin voor. Commerciële boottochten, al dan niet met traditionele roeiboten (zogenaamde Plätten), vinden er meermaals daags plaats; in de zomer kan in de Hallstätter See gebaad en gezwommen worden. 
Het treinstation van Hallstatt bevindt zich op de tegenoverliggende oever van het meer; voor wie met de trein komt, is er een veerdienst voorzien. In de wintermaanden vriest de Hallstätter See vooral in het noorden (in de omgeving van Bad Goisern) dicht, en wordt dan voor het schaatsen gebruikt.
Op sacramentsdag (tweede donderdag na Pinksteren) vindt jaarlijks een meerprocessie per boot plaats, waarbij vele schepen voor deze gelegenheid met bloemen worden getooid. Tevens wordt in de meimaand elk jaar een halve marathon rond het meer gelopen.
In oktober 2005 brak een leiding in de zoutmijn in het Dachsteinmassief, waardoor circa 11.000 kubieke meter pekel in het meer ontsnapte. Hierdoor vormde zich een zoutbassin op ruim 100 meter diepte, dat mogelijkerwijze jarenlang kan blijven bestaan en een bedreiging voor kleinere vissen zoals de trekzalm kan vormen.